# Phare de Harbour Town
Ls phare de Harbour Town (en anglais : Harbour Town Light) est un phare situé dans la marina de Harbour Town, sur l'île de Hilton-Head dans le Comté de Beaufort en Caroline du Sud.

## Historique
Il a été construit à titre privé, en 1969, et est une aide privée à la navigation depuis 1970. Il est le symbole le plus reconnaissable de Hilton Head Island et du complexe de la marina. Il est ouvert au public avec un droit d'accès.

## Description
Le phare est une tour octogonale en stuc avec une galerie et une lanterne de 28 m de haut. La tour est peinte avec des bandes horizontales rouges et blanches.
Il émet, à une hauteur focale de 28 m, un flash blanc toutes les 2.5 secondes. Sa portée n'est pas connue.
Identifiant : ARLHS : USA-1135 ; USCG : 3-4395 ; Admiralty : J2765.7 .

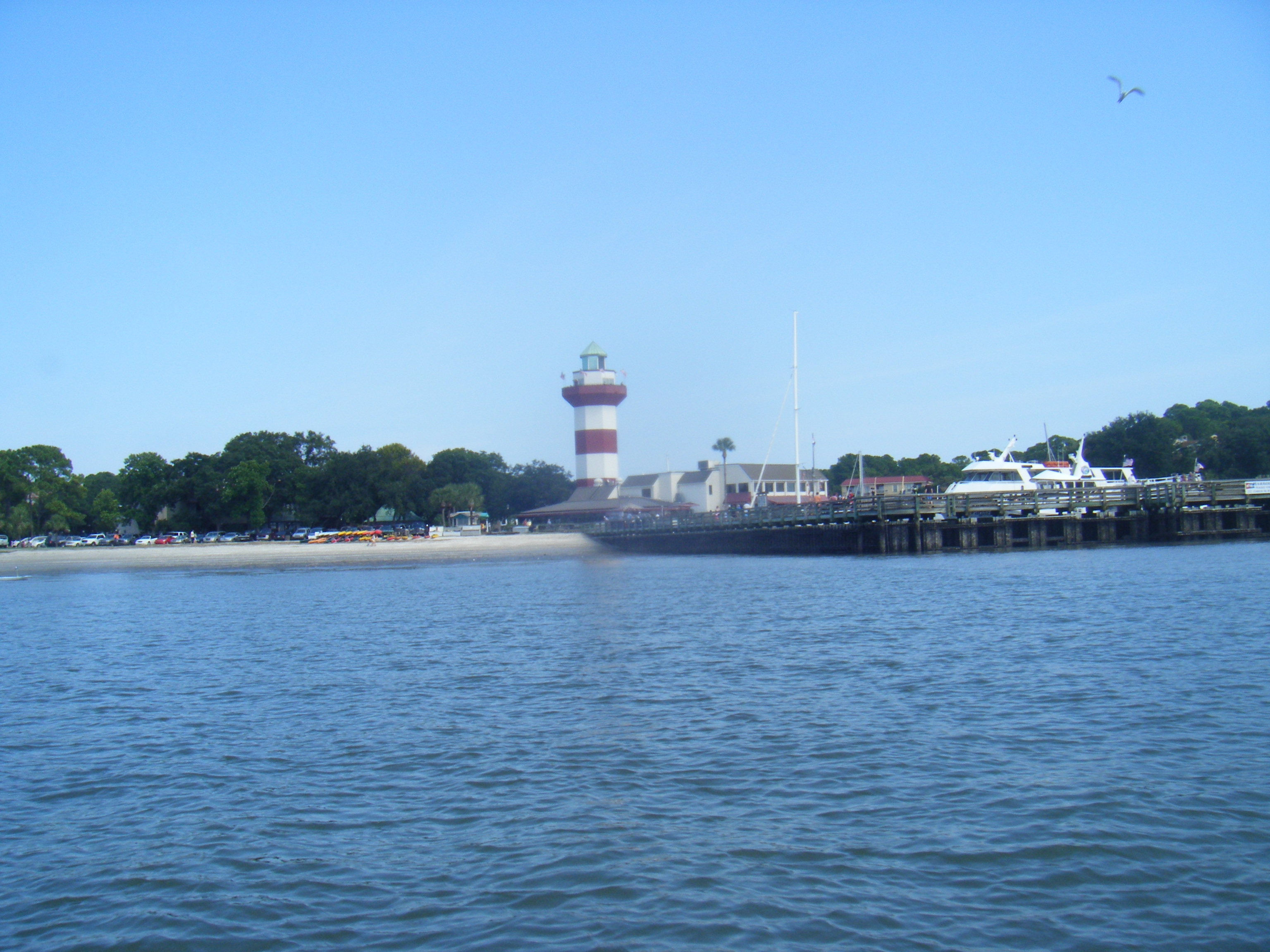
Hilton Head Harbor
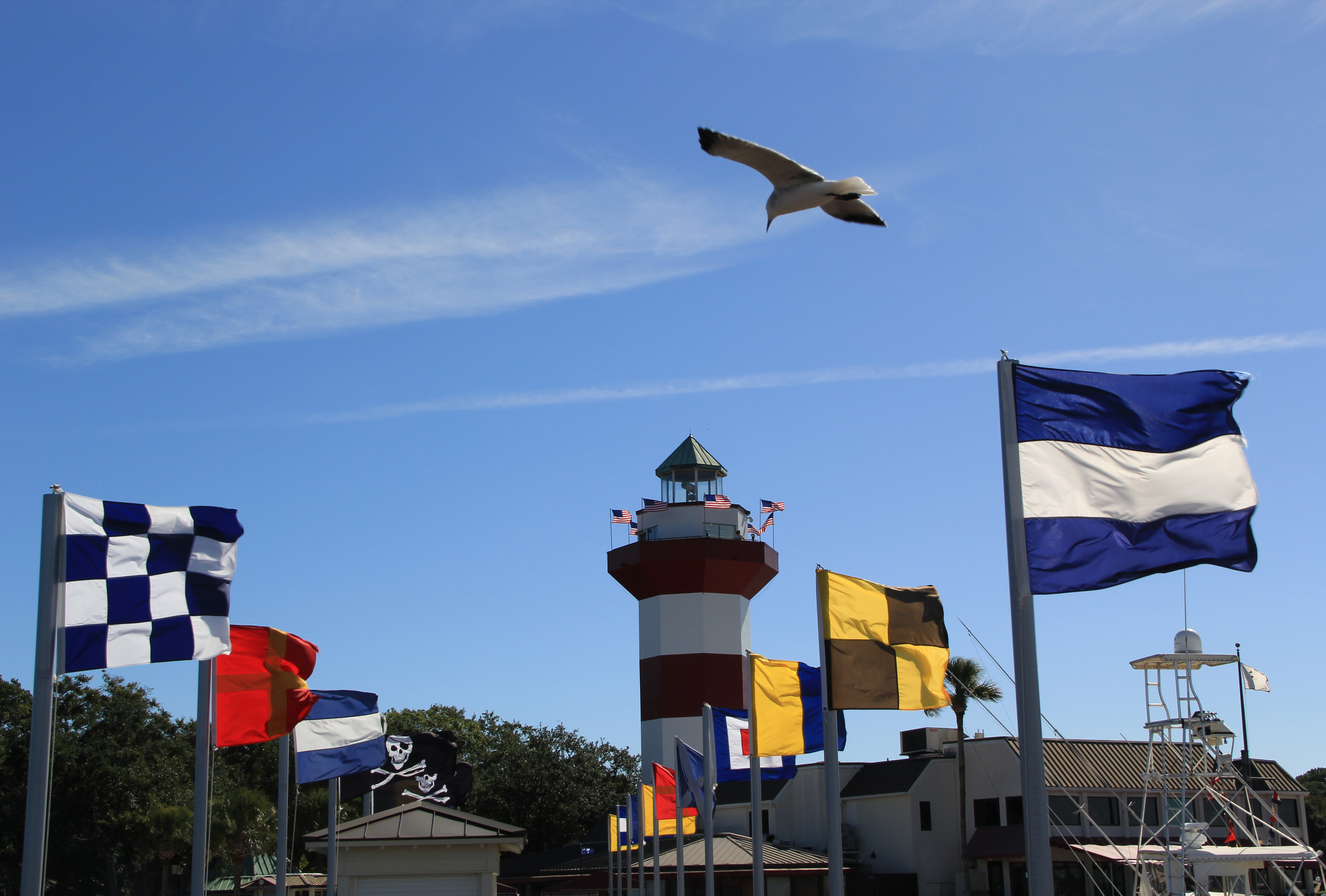
Le phare

### Lien connexe
- Liste des phares en Caroline du Sud